# 노토 아리사
노토 아리사(일본어: 能登 有沙 のと ありさ[*], 1988년 12월 26일 ~ )는 일본 지바현 출신의 여성 가수, 성우, 안무가이다. StylipS의 멤버이자, RO-KYU-BU!의 안무가이다.

## 인물
- 3형제의 장녀. 남동생이 2명 있다.
- 기르고 있는 애완동물은「헌트」(치와와와 포메라니안의 믹스)
- 취미는, 가라오케, 우표 수집(사용이 끝난 우표 모아), 그림 그리기, 애니메이션 감상, 만화, 넷 서핑.
- 특기는 서도(유치원으로부터 배우고 있어 모필 5단으로 고등 사범 면허도 가지고 있는, 연필 삼단), PC의 빨리 치기. 또, 서도 뿐만이 아니라 그림도 자랑으로 여기고 있어 2008년 5~6월에는 공식 블로그로 하로프로에그의 멤버 전원의 초상화를 공개하고 있었다.
- 자타 묻지 않고 귓불을 손대는 것이 버릇.
- 좋아하는 음식은 새우 튀김, 우동이며, 서투른 음식은 흰색 어류(임연수, 가자미 등), 타르타르 소스.
- 자신을「아리(あり)」라고 부른다.블로그에서는「아리(あり)」라고 표기하고 있다.
- 코레나가 미키를 미키쨩(みきちゃん)라고 부른다. 두 명은 사이가 좋고, 코레나가의 생일의 코멘트도 하고 있다.
- 동경하는 선배는 이시카와 리카.
- 신센구미 팬이다. 그 중에서도 마음에 드는 것은 히지카타 토시조.
- 좋아하는 애니메이션은「기동전사 건담 00」를 말하고 있으며, 각 캐릭터의 설명 등이 쓰여진 자작 노트를 작성했다.
- 노치~ 플라스틱 라디오 등을 통해서 건담 프라모델 제작에 본격적으로 임하고 있다. 오타쿠 여자를 다룬 서적「아가씨 도감」에서는「아가씨 스타일 : 건담 프라모델 애니메이션」이 되고 있다.
- RO-KYU-BU!의 안무가이기도 하다.

## 작품

### 싱글
- おやすみ星 (2016년 6월 15일)

### 앨범
- Hello, Little Monsters (2013년 1월 20일)
- Dynamis World (2017년 2월 14일)

### 미니 앨범
- NO NIGHT EDEN (2009년 12월 26일)
- END OF THE GATE (2010년 7월 25일)
- innocent as a BABY (2010년 8월 14일)
- a piece of Romance (2010년 12월 12일)
- Rainbow Drops (2013년 12월 15일)
- 僕らの知らない物語 (2016년 10월 12일)

### 영상 작품
- くれよんVol.3 能登有沙13歳

### 참가 작품
- 2009년 12월 17일,「팀 DEKARIS」명의로의 앨범「恋のデカリス」에 참가.

## 서적
- 아가씨 도감 (코트브키야, 2010년 10월 5일 초판 발행) ISBN 978-4-7753-0850-9

### 사진집
- 엔젤 BOOKS 6 - Water melon ~세키 아오이 · 노토 아리사 · 카와마에 코우타이 · 무라타 아유미 사진집 (2002년 11월 10일, 신쿄샤) ISBN 978-4-88302-800-9

### 포트레이트 북
- 노토 아리사 포트레이트 북「ARi01」(2009년 12월 30일)
- 노토 아리사 포트레이트 북「ARi02」(2010년 8월 4일)